# 糖水道碼頭
糖水道碼頭（英語：Tong Shui Road Pier）是位於香港北角糖水道的公眾碼頭。碼頭於前北角邨海濱，由一路伸展跨過東區走廊的橋底連接。鄰近北角碼頭，共有2個泊位，通常會有船接釣魚客到東區走廊橋底釣魚。亦有些政府船隻會在此上落。此碼頭由土木工程拓展署負責保養。
根據運輸署官方網站，指因為配合建築工程，北角糖水道碼頭已於2023年5月22日上午8時起臨時封閉直至另行通告，並請受影響的公眾人士及船隻改用附近的其他登岸設施。同時因應政府計劃在東區走廊下興建長約2.2公里的行人板道，名為東岸板道，會在近糖水道路段位置設置釣魚平台，名叫Fish Wave，而在北角汽車渡輪碼頭位置一帶將會設寵物花園。